# Emanuel Mikołajczyk
Emanuel Mikołajczyk (ur. 18 lutego 1931 w Zarzeczu, zm. w lipcu 2018) – polski ślusarz maszynowy, piłkarz oraz działacz sportowy socjalistyczny, poseł na Sejm PRL VI kadencji.

## Życiorys
Syn Józefa i Emilii. W 1949 ukończył szkołę zawodową, po czy podjął pracę w Bielskiej Fabryce Maszyn Włókienniczych „Befama”, a od lipca 1951 w Państwowym Przedsiębiorstwie Budowlanym „Hydrotrest”. Potem był ślusarzem w cukrowni w Chybiu. W latach 1956–1960 zajmował stanowisko przewodniczącego Rady Zakładowej. Od 1961 do 1968 był technikiem BHP, a w końcu w latach 1963–1967 pełnił funkcję przewodniczącego Rady Robotniczej. W 1970 ukończył w swoim zawodzie kurs mistrzowski. Przez 70 lat związany był z Robotniczym Klubem Sportowym Cukrownik Chybie. W latach 1947–1956 był zawodnikiem RKS, a następnie działaczem oraz budowniczym stadionu i hali, która w 1979 była największą halą na Podbeskidziu.
W 1946 został członkiem Organizacji Młodzieży Towarzystwa Uniwersytetu Robotniczego, następnie w latach 1948–1952 należał do Związku Młodzieży Polskiej. W 1953 wstąpił do Polskiej Zjednoczonej Partii Robotniczej. W latach 1957–1961 oraz 1965–1969 pełnił funkcje radnego Gromadzkiej i Powiatowej Rady Narodowej. W 1971 był delegatem na VI zjazd PZPR. W 1972 uzyskał mandat posła na Sejm PRL w okręgu Bielsko-Biała. Zasiadał w Komisji Rolnictwa i Przemysłu Spożywczego. Od czerwca do listopada 1975 zasiadał w egzekutywie Komitetu Wojewódzkiego PZPR w Bielsku-Białej, a w lutym 1978 został członkiem prezydium Wojewódzkiej Komisji Kontroli Partyjnej.
10 listopada 2017 został patronem hali sportowej w Chybiu. 19 lipca 2018 został pochowany na cmentarzu w Chybiu.

## Odznaczenia
- Srebrny Krzyż Zasługi (1969)
- Srebrny Medal „Zasłużonym na Polu Chwały” (1954)
- Odznaka 1000-lecia Państwa Polskiego (1966)
- Srebrna Odznaka „Zasłużonemu w Rozwoju Województwa Katowickiego” (1964)